# Brugnatellite
La brugnatellite (simbolo IMA: Bug) è un minerale del supergruppo dell'idrotalcite appartenente alla famiglia minerale dei "nitrati e carbonati" con composizione chimica Mg6Fe3+(CO3)(OH)13 • 4(H2O).

## Etimologia e storia
Ettore Artini studio per primo la brugnatellite nel 1909 da campioni provenienti dalla Valmalenco (provincia di Sondrio, in Lombardia) nel 1909 e dedicò il nome del nuovo minerale a Luigi Brugnatelli (1859-1928), mineralogista italiano e professore di mineralogia presso l'Università di Pavia.

## Classificazione
Nella nona edizione della sistematica dei minerali di Strunz la brugnatellite è elencata nella classe "5. Carbonati (nitrati)" e nella sottoclasse ""5.D Carbonati con anioni aggiuntivi, con H2O"; questa è ulteriormente suddivisa in base alle dimensioni dei cationi coinvolti e alla presenza di acqua cristallina, in modo che il minerale possa essere trovato nella sezione "5.DA Con cationi di media dimensione" insieme a zaccagnaite, clormagaluminite e piroaurite-2H, con le quali forma il sistema nº 5.DA.45.
Tale classificazione viene mantenuta anche nell'edizione successiva, continuata dal database "mindat.org" e chiamata anche Classificazione Strunz-mindat, nella quale però la sezione 5.DA.45 si arricchisce anche dei minerali idrotalcite-2H, stichtite-2H e liudongshengite.
Nella Sistematica dei lapis (Lapis-Systematik) di Stefan Weiß la brugnatellite si trova nella classe dei "nitrati, carbonati e borati" e nella sottoclasse dei "carbonati idrati con anioni estranei" dove forma il sistema nº V/E.01 insieme a idromagnesite, widgiemoolthalite, dypingite, giorgiosite, clorartinite, artinite, indigirite e coalingite.
Anche nella classificazione dei minerali secondo Dana, usata principalmente nel mondo anglosassone, la brugnatellite è elencata nella famiglia dei "carbonati, nitrati e borati" e nella sottofamiglia dei "carbonati con idrossile o alogeno", dove è l'unico membro del sistema nº 16b.07.05.

## Abito cristallino
La brugnatellite cristallizza nel sistema esagonale nel gruppo spaziale P63/mmc (gruppo nº 194) con i parametri reticolari a = 5,48 Å e c = 16,00 Å, oltre a una unità di formula per cella unitaria.

## Origine e giacitura
La brugnatellite si forma nella serpentinite come prodotto di alterazione idrotermale insieme ad altri materiali di rivestimento ricchi di magnesio delle rocce; la si trova associata ad aragonite, artinite, brucite, crisotilo, idromagnesite, piroaurite e magnesite.
La brugnatellite è stata trovata in diversi siti, ma complessivamente è un minerale raro.
In Italia è stata rinvenuta a Cogne e Montjovet (Val d'Aosta); a Borgo Val di Taro (Emilia Romagna); a Borzoli (un quartiere del ponente di Genova, in Liguria); a Lanzada e Torre di Santa Maria (Lombardia); infine a Ceres e Viù (in Piemonte).
Altre località sono sparse per il mondo; solo per citarne alcune: Kragerø nella contea di Telemark (Norvegia); nel distretto minerario di "Långban" a Filipstad (Svezia); sull'isola di Unst (Scozia); nella contea di Pongsan (Corea del Nord); nelle città di Shinshiro, Shikokuchuo, Iizuka, Hamamatsu (Giappone).
Ma vi sono anche siti in Austria, Marocco, Nuova Zelanda, Turchia e Stati Uniti.